# Ирано-турецкая граница
Ирано-турецкая граница (перс. مرز ایران–ترکیه‎; тур. Türkiye–İran sınırı) — государственная граница между Ираном и Турцией общей длиной 560 км от тройного пограничного стыка с границей Азербайджана на севере и до стыка на границе с Ираком на юге.

## Описание
Граница начинается на севере в пограничном стыке с Нахичеванской Автономной Республикой Азербайджана на реке Аракс. Затем граница идёт на северо-запад по реке Карасу-Чайы, тем самым предоставляя Турции часть территории, связывающий её с Азербайджаном, по которому идёт азербайджано-турецкая граница. Далее граница идёт на юго-запад, а затем на юг по ряду до стыка на границе с Ираком. Пограничный район проходит через высокое нагорье Загроса и населён в основном курдами с обеих сторон, разделяя Курдистан на Турецкий и Иранский.

## История

### Эпоха Османской империи (1500–1920)
Османская империя отвоевала у Сефевидского Ирана большую часть территории современного Ирака в ходе турецко-персидской войны 1532—1555 годов. Война завершилась Амасийским миром, по которому была утверждена османская власть над Курдистаном, Грузия и Армения были разделены между двумя странами. Османская империя получила Багдад и Басру, что дало ей доступ к Персидскому заливу, а Сефевиды сохранили свою бывшую столицу Тебриз и северо-западные границы, как это было до войны.
Oсманский контроль над Месопотамией и восточной Турцией был подтвержден в результате турецко-персидской войны 1623—1639 годов, которая завершилась Зухабским мирным договором, положившим конец длительному противоборству Османской империи и Сефевидской державы, начавшемуся с Чалдыранской битвы в начале XVI века, и стал одним из величайших достижений османского султана Мурада IV. По условиям договора Сефевиды сохранили за собой Эривань, Восточную Армению, Азербайджан и прилегающие к нему территории на Кавказе, османы удержали Западную Армению, Басру и Багдад, а граница между двумя империями будет проходить между горами Загрос и рекой Тигр, хотя точные линии в то время не были проведены.. Тем самым в целом была восстановлена линия границы, установленная Амасьинским договором. Границы, установленные Зухабским миром, оставались без изменения в течение почти ста лет, пока держава Сефевидов не пала под нашествием афганской империи Хотаки.
Во время турецко-персидская войны 1723—1727 годов османы вторглись в Иран, получив большую часть северо-западного Ирана, включая Тегеран по Хамеданскому договору. В 1740-х годах последовала ещё одна война, которая была завершена Керденским договором 1746 года, восстановившим западные провинции Ирана и подтвердившим границу по Зухабу 1639 года.
Турецко-персидская война 1821—1823 годов закончилась подписанием Первого Эрзурумского договора, который подтвердил границу по Зухабскому договору 1639 года. Пограничная комиссия с участием иранских, османских, российских и британских чиновников помогла провести делимитацию границ, в результате чего был заключен Второй Эрзурумский договор 1847 года, который подтвердил границу 1639 года с небольшими изменениями. В последующие годы четырёхсторонняя пограничная комиссия возобновила свою работу, и после долгих трудов и картографических споров была составлена подробная карта в 1869 г. В результате Берлинского договора 1878 г. в бассейне реки Котур были внесены небольшие изменения.
Несмотря на работу комиссии, споры по поводу точного определения границ продолжались. Стороны согласились провести более точную демаркацию в 1911 году по настоянию Российской империи и Великобритании, имевших свои интересы в регионе. С ноября 1913 года по октябрь 1914 года пограничная комиссия разработала Константинопольский протокол, предусматривающий подробную делимитацию всей границы. Затем пограничная комиссия, состоящая из четырёх государств, провела топографическую съёмку границы на местности и демаркировала её столбами (за исключением района Котур, который оставался спорным), составив подробную серию карт, на которых была изображена подтверждённая граница.
Во время Первой мировой войны арабское восстание, поддержанное Великобританией, смогло вытеснить османов с большей части Ближнего Востока. В результате секретного англо-французского соглашения Сайкс—Пико 1916 года Великобритания получила контроль над османскими вилайетами Мосула, Багдада и Басры, которые в 1920 году были объединены в мандатную территорию Месопотамия.

### Турецкая республика (с 1920 г.)
По Севрскому договору 1920 года Анатолийский полуостров должен был быть разделён, а районы к северу от Мосульского вилайета должны были войти в состав автономного или независимого курдского государства.  Де-факто договор не вступил в силу, так как Великое национальное собрание Турции, где преобладали национально-патриотические силами Турции во главе с Мустафой Кемалем, отказалось его ратифицировать и началась война за независимость Турции. Через три года он был частично заменён Лозаннским мирным договором, признавшим независимость Турции и закрепившим границы Турции на западе и юге в их современном виде (за исключением Александреттского санджака, возвращённого Турции в 1939 году), хотя и ценой официального отказа Турции от претензий на населённые арабами территории современных Ирака и Сирии. На востоке была сохранена прежняя османско-иранская граница, которая теперь образует границы между Ираном и Ираком, а также Ираном и новой Турецкой Республикой.
9 апреля 1929 года в Анкаре был подписан договор между Турцией и Ираном о дальнейшей делимитации границ, отчасти в ответ на курдское восстание на Арарате; затем он был окончательно оформлен на Тегеранской конвенции 1932 года, что привело к небольшому обмену территориями в районе Малого Арарата, Бажергаха и Котура. Затем граница была демаркирована, и 26 мая 1937 года в Тегеране было подписано окончательное соглашение.
С 2017 года Турция начала строительство барьера длиной 144 км вдоль турецко-иранской границы, призванного предотвратить незаконное пересечение границы и контрабанду. В декабре 2017 года было завершено 50 % строительства.  По состоянию на 2024 год строительство отдельных участков и новых ограждений продолжается.

## Контрольно-пропускные пункты
Вдоль всей границы расположены три пункта пропуска: два для автомобильного движения и один для автомобильного и железнодорожного движения.
| КПП на турецкой стороне | Ил      | КПП на иранской стороне | Провинция            | Дата открытия    | Автотрасса в Турции | Автотрасса в Иране | Состояние |
| ----------------------- | ------- | ----------------------- | -------------------- | ---------------- | ------------------- | ------------------ | --------- |
| Гюрбулак (Gürbulak)     | Агры    | Базарган                | Западный Азербайджан | 4 сентября 1953  |                     |                    | Открыт    |
| Капыкёй (Kapıköy)       | Ван     | Рази                    | Западный Азербайджан | 16 апреля 2011   |                     |                    | Открыт    |
| Эсендере (Esendere)     | Хаккяри | Серо                    | Западный Азербайджан | 15 сентября 1964 |                     |                    | Открыт    |
| Боруалан (Borualan)     | Ыгдыр   | Не введён в строй       | Западный Азербайджан | 1 января 1985    |                     |                    | Закрыт    |

## Барьер
Граница Ирана и Турции пересекается международными логистическими корридорами, а главными проблемами остаются контрабанда опиоидов из Афганистана и нелегальная иммиграция, в первую очередь из Афганистана и Пакистана. Правительство Турции приняло план по строительству бетонной стены вдоль иранской границы, чтобы охватить всю границу в 295 километров, заявил губернатор ила Ван Мехмет Эмин Бильмез 27 июля 2021 года. Высота стены составляет 3 метра, а патрули были усилены в свете того, что в 2021 году Талибан взял власть в Афганистане после захвата Кабула на фоне окончательного ухода американских войск. Неоднократно сообщалось как об экономических мигрантах, ищущих работу, так и о беженцах, спасающихся от насилия талибов в Афганистане и пакистанском Вазиристане. Турецкая пограничная полиция активизировала свои усилия, жестоко преследуя беженцев на границе, оттесняя их в Иран, арестовывая при пересечении границы и депортируя без надлежащего судебного разбирательства. Поступают сообщения о специальных мерах, направленных на то, чтобы помешать репортёрам из третьих стран документировать эту проблему 

## В культуре
Не в последнюю очередь благодаря тому, что границу часто пересекают нелегальные мигранты, в особенности беженцы из Афганистана и Пакистана, а также политические эмигранты из Ирана, она стала местом действия ряда фильмов, в том числе «Без медведей», «Три лица» и др.